# Keys to Ascension
Keys to Ascension ist der Titel eines Live-/Studioalbum sowie eines Konzertvideos der Progressive-Rock-Band Yes und wurde im Jahr 1996 veröffentlicht. Es ist das erste Album seit Tormato (1979), das Yes in der klassischen Besetzung der erfolgreichen 1970er Jahre veröffentlichten.

## Entstehung

### Songwriting und Aufnahme der neuen Studiotracks
Im Mai 1995 rief Yes-Sänger Jon Anderson den früheren Yes-Gitarristen Steve Howe an, um ihn zu fragen, was er von einer Wiederbelebung der „klassischen“ Yes-Besetzung (Anderson, Howe, Chris Squire, Alan White, Rick Wakeman) halte. Howe gefiel die Idee und er sagte zu, sich an einem entsprechenden Projekt zu beteiligen. Im Juli 1995 reisten der Keyboarder Rick Wakeman und Steve Howe nach Los Angeles, um sich mit den in den USA lebenden Bandmitgliedern Anderson, Squire und White zu Gesprächen zu treffen. Die fünf Musiker beschlossen, sich wieder als Yes zusammenzufinden. Die Stimmung war ungewöhnlich positiv und die Bandmitglieder beschlossen, so bald wie möglich mit der Erarbeitung neuer Songs zu beginnen. Noch im Sommer trafen sich Anderson, Squire und Howe, um neue Songs zu schreiben. Diese Arbeiten dauerten bis zum Herbst an.
Enttäuscht von ihrem letzten Management Left Bank engagierte die Band Squires Manager Jon Brewer (von Impact) als Bandmanager. Der Präsident von CMC, Tom Lipski, hatte Yes, die er als seine Lieblingsband bezeichnete, unter Vertrag genommen und vorgeschlagen, neue Songs zu schreiben und nicht einfach ein Live-Album zu produzieren.
Im November reiste Howe erneut in die USA, um in Andersons Wohnort San Luis Obispo mit ihm zusammen weiter an den neuen Songs zu arbeiten. Diese Songs, That, that is und Be The One wurden schließlich im Februar 1996 zunächst nur von Anderson, Howe, Squire und White aufgenommen, Wakeman konnte aufgrund anderer Verpflichtungen erst am 29. Januar 1996 anreisen, spielte seine Keyboard-Parts nachträglich ein und bereitete sich zusammen mit den anderen Musikern auf die bevorstehenden Live-Auftritte vor.

### Die Konzerte in San Luis Obispo
Schon während Anderson, Squire und Howe an neuen Songs schrieben, hatte man den Plan gefasst, ein Konzert in New York oder Philadelphia zu organisieren, das in der Folge als Video und als Live-Album veröffentlicht werden sollte. Die Proben für ein solches Konzert hatten im Oktober begonnen, allerdings ohne Rick Wakeman, der erst Ende Januar zur Band stoßen konnte. Später entschied man sich jedoch gegen ein großes Konzert.
Zu Beginn des Jahres 1996 probte die Band dann zunächst zu viert, ab dem 29. Januar zu fünft altes Material für ein recht kurzfristig im kleinen Freemont Theater, einem Art-déco-Kinosaal in San Luis Obispo, angesetztes Konzert. Erst zehn Tage vor dem Konzert entschied sich die Band dann dazu, am 5. und 6. März zwei Konzerte zu geben. Über die Fanclubs wurden beide innerhalb kurzer Zeit ausverkauft.
Während der Proben besuchten Repräsentanten von Yes’ alter Plattenfirma Atlantic Records die Band in San Luis Obispo. Geschäftliche Angebote von Atlantic wurden von Yes jedoch abgelehnt.
Kurzfristig entschloss sich die Band dazu, zu einer Generalprobe am 4. März Fans kostenlos ins Freemont einzulassen. Als jemand auf die Idee kam, 100 Dollar für den Eintritt am 4. März zu verlangen, verärgerte das die Band wie die Fans, doch Anderson, Squire und White überstimmten Howe und Wakeman, und so wurde auch für die Generalprobe Eintrittsgeld verlangt. Dies sorgte für erhebliche Spannungen in der Band. Die Konzerte selbst waren allerdings sehr erfolgreich, da Yes viele Songs spielten, die seit Jahren nicht mehr live präsentiert worden waren.
Die Konzerte wurden für eine Veröffentlichung noch im selben Jahr aufgenommen. Da nur drei Konzerte gespielt wurden, aus denen man Aufnahmen für ein Livealbum zusammenstellen konnte, hielt man es für nötig, Fehler nachträglich im Studio zu korrigieren. Als Steve Howe für vier Tage anreiste, um einige seiner Gesangspassagen zu korrigieren, bemerkte er, dass kein Bandmitglied die Abmischung der Aufnahmen überwachte: Anderson und Wakeman unternahmen zu diesem Zeitpunkt Solotourneen, Squire und White waren ebenfalls bereits abgereist. Howe beschloss daraufhin, dies selbst zu übernehmen, in der Annahme, es würde nur wenig Zeit beanspruchen. Letztendlich kostete ihn die Arbeit jedoch fast ein halbes Jahr. Lediglich Jon Anderson half ihm gelegentlich.

### Schwierigkeiten mit Management und Plattenfirma
Ideen, noch im Sommer 1996 auf eine Tournee zu gehen, scheiterten, sehr zum Missfallen der Plattenfirma, die eine Tournee für nötig hielt, um eine neue Yes-Veröffentlichung zu bewerben. Zu diesem Zeitpunkt war man sich in der Band, beim Management und bei CMC uneins, ob ein Livealbum und ein Studioalbum separat veröffentlicht werden oder ob man Live- und Studiomaterial zusammen herausbringen sollte. Da für ein Livealbum nur geringe Verkaufszahlen zu erwarten waren und ein reines Studioalbum angesichts der enttäuschenden Verkäufe des Vorgängeralbums Talk für die kleine Plattenfirma CMC wegen des nötigen Werbeaufwandes zu risikoreich schien, entschied man sich dazu, einen Teil der in San Luis Obispo aufgenommenen Songs zusammen mit dem neuen Material zu veröffentlichen, in der Hoffnung, dass letzteres die Plattenverkäufe fördern würde. Dies missfiel vor allem Rick Wakeman, der lieber ein komplettes Studioalbum veröffentlicht gesehen hätte, dem die Liveaufnahmen allenfalls als Bonus-CD beigegeben worden wären.
Am 23. Oktober 1996 erschien ein Teil der Konzertaufnahmen aus San Luis Obispo zusammen mit That, that is und Be The One als Doppel-CD unter dem Titel Keys To Ascension auf dem Label CMC International. Als Yes einen in den Augen Lipskis zu großen Vorschuss für das geplante Konzertvideo verlangten, verhinderte Lipski allerdings die Veröffentlichung in den USA. Aufgrund technischer Probleme musste die Veröffentlichung des Videos ohnehin zwei Tage vor dem geplanten Erscheinungstermin verschoben werden.
Um das neue Album zu promoten, wurden Pressetermine und Fernsehauftritte organisiert. Die Band trat unter anderem in der Howard Stern Show, in der Fox After Breakfast TV show und im Radio auf. Im November spielten Yes ein kleines akustisches Set im Plattenladen Tower Records auf dem Sunset Boulevard. Doch im November hatte CMC die Werbekampagne bereits beendet, die Plattenverkäufe liefen schlecht und ohne eine Tournee war keine Besserung in Sicht. Die Band kehrte ins Studio zurück, um neue Songs für ihr nächstes Album, Keys to Ascension 2, aufzunehmen. Bereits zu diesem Zeitpunkt hatte CMC das Interesse an der Band verloren.
Aufgrund des Ausbleibens des Erfolgs wechselten Yes das Management. Sie wandten sich erneut ihrer früheren Agentur Left Bank Management zu.

## Titelliste

### CD 1
1. Siberian Khatru (Anderson/Howe/Wakeman) – 10:16
2. The Revealing Science of God (Dance of the Dawn) (Anderson/Squire/Howe/Wakeman/White) – 20:31
3. America (Paul Simon) – 10:28
4. Onward (Howe/Squire) – 5:40
  - enthält neues Intro Unity von Steve Howe
5. Awaken (Anderson/Howe) – 18:29

### CD 2
1. Roundabout (Anderson/Howe) – 8:30
2. Starship Trooper  – 13:06
  - I.Life Seeker (Anderson)
  - II.Disillusion (Squire)
  - III.Würm (Howe)
3. Be the One (Anderson/Squire/Howe) – 9:50
  - I.The One
  - II.Humankind
  - III.Skates
4. That, That Is (Anderson/Squire/Howe/White) – 19:15
  - I.Togetherness
  - II.Crossfire
  - II.The Giving Things
  - IV.#That Is
  - V.All in All
  - VI.How Did Heaven Begin?
  - VII.Agree to Agree

Die beiden letzten Titel sind neue Studioaufnahmen.
Anmerkungen
- Be the One und That, that is sind die beiden neuen Studiotracks, die hier erstmals veröffentlicht wurden.
- That, that is handelt von Gangs, Drogen und Gewaltverbrechen, ungewöhnlichen Themen für Yes

## Chartplatzierungen
Keys to Ascension (Essential EDF CD 417) erreichte Platz 48 in den englischen und Platz 99 in den US-amerikanischen Charts.

## Besetzung
- Jon Anderson – Gesang, Harfe
- Steve Howe – Gitarre, Gesang, (6-saitiger Bass auf „Be The One“)
- Rick Wakeman – Keyboards
- Chris Squire – Bass, Gesang (Piccolo-Bass auf „Be The One“)
- Alan White – Schlagzeug

## Cover
Das Cover zu Keys to Ascension wurde vom Fantasy-Künstler Roger Dean gestaltet, der bereits in den 1970er Jahren für viele der klassischen Yes-Albencover verantwortlich zeichnete. Das Doppelalbum steckt in einem Schuber.
Die beiden Cover zeigen Inseln, die durch natürliche Brücken verbunden sind. Die Idee geht auf Jon Anderson zurück.

## Live
Die Livetracks (alle Songs auf CD 1 und die Songs 1 und 2 auf CD2) wurden während dreier Konzerte in San Luis Obispo (4., 5. und 6. März 1996) aufgenommen. Weder Be the One noch That, that is wurden jemals live gespielt.

## Know-Tour
Für den Sommer 1997 war eine Tournee mit dem Keys-to-Ascension-Material unter dem Namen Know geplant. Zehn Konzerte in den USA (12. Juni bis 27. Juli) wurden im Frühjahr 1997 auch konkret angekündigt und in den Verkauf gegeben. Proben wurden für Mai angesetzt. Doch die Kartenvorverkäufe liefen schlecht, da CMC kaum Werbung für die Keys-Alben gemacht hatte und so nur wenige Fans wussten, dass Yes wieder aktiv waren, und es stellte sich heraus, dass man viel zu große Hallen gebucht hatte. Da die Tourdaten zudem nicht mit Rick Wakeman abgesprochen worden waren (er hatte zu dieser Zeit eine Solotournee geplant, so dass er nicht mit auf die Tour gehen konnte) wurden die geplanten Konzerte abgesagt. Wakeman hatte zudem andere Vorstellungen von einer Tournee: Während er sich eine Tour durch große Hallen vorstellte, wollten die anderen Musiker Konzerte in kleineren Clubs spielen, da eine Tour durch große Hallen angesichts der schlechten Verkaufszahlen der letzten Yes-Alben ein zu großes finanzielles Risiko dargestellt hätte. Zunächst sollte die Tournee im Herbst nachgeholt werden, dann wurde sie vollständig abgesagt. Die Variante, zusammen mit Emerson, Lake and Palmer zu touren, war von allen Beteiligten abgelehnt worden.
Wegen dieses chaotischen Managements (Wakeman hatte den Vertrag mit Left Bank Management wohlweislich nicht unterschrieben), aber auch weil man einige seiner musikalischen Beiträge nachträglich gelöscht hatte, verließ Rick Wakeman die Band.
Aufgrund der schlechten Verkaufszahlen von Keys to Ascension, die CMC darauf zurückführte, dass Yes nicht auf Tournee gegangen waren, stoppte die Plattenfirma die für Frühjahr 1997 geplante Veröffentlichung von Keys to Ascension 2 zunächst.